# Xiphophorus birchmanni
Xiphophorus birchmanni är en fiskart som beskrevs av Lechner och Radda, 1987. Xiphophorus birchmanni ingår i släktet Xiphophorus och familjen Poeciliidae. Inga underarter finns listade i Catalogue of Life.